# 8993 Інгстад
8993 Інгстад (8993 Ingstad) — астероїд головного поясу, відкритий 30 жовтня 1980 року.
Тіссеранів параметр щодо Юпітера — 3,401.